# Biserica Bărăția din Câmpulung

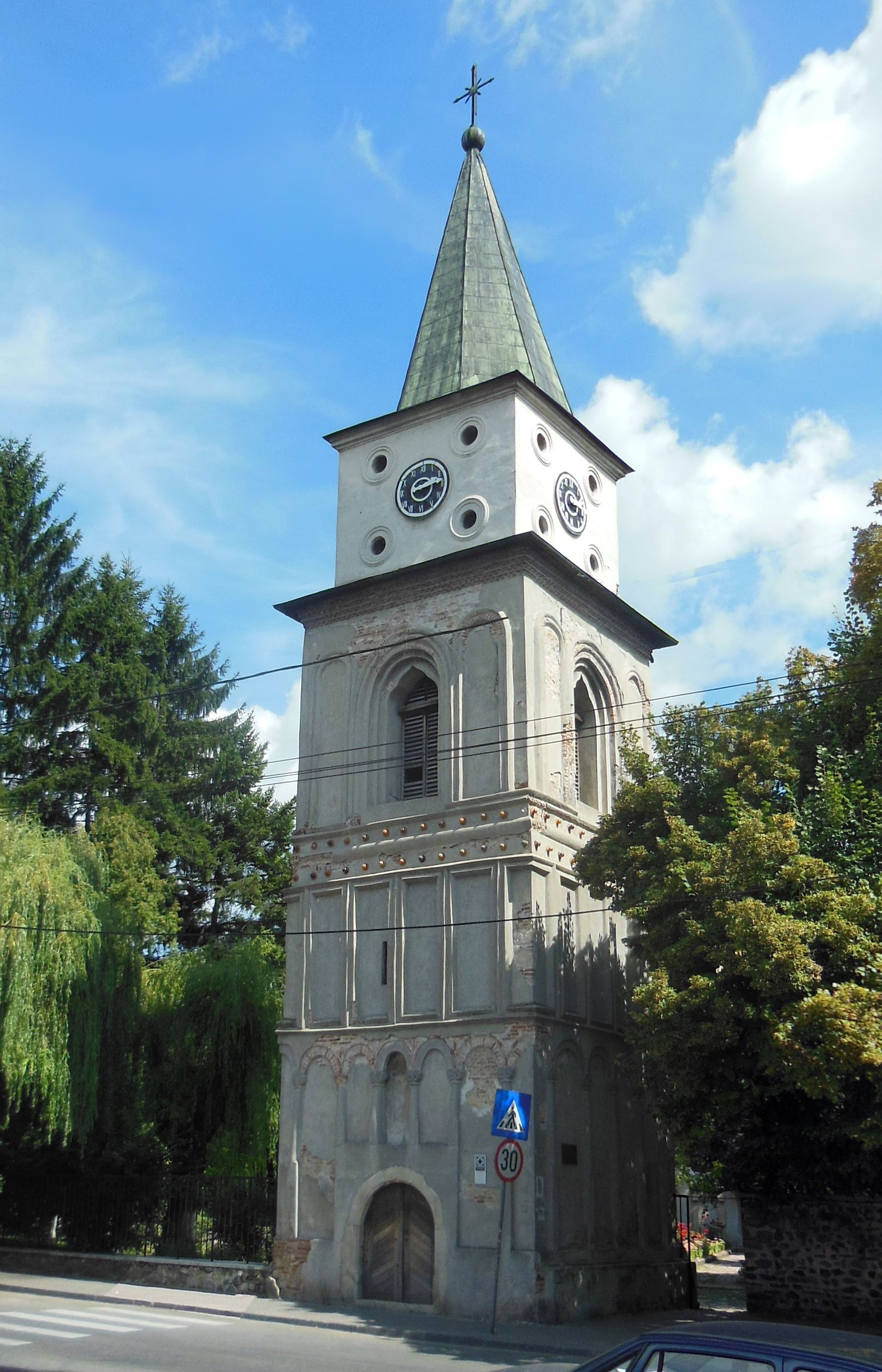
Turnul-clopotniță

Vedere din exterior, latura sudică

Mormântul comitelui Laurențiu

Biserica Bărăția, cu hramul Sfântul Iacob, este un monument istoric și de arhitectură din municipiul Câmpulung. Edificiul, construit în secolul al XIII-lea, este cel mai vechi lăcaș de cult al Diecezei romano-catolice de București. Din biserica inițială se păstrează până astăzi corul construit în stil gotic, pe ogive. Nava bisericii a fost dezafectată de-a lungul timpului. Fundația navei, care poate fi văzută și în prezent, arată dimensiunile inițiale ale lăcașului.
În interiorul bisericii se află mormântul comitelui sas Laurențiu de Câmpulung, decedat în anul 1300.

## Descriere
Ansamblul bisericii catolice „Sfântul Iacob” - Bărăția este compus în prezent din trei obiective distincte:
- Biserica Sfântul Iacob, corul gotic al bisericii medievale, în forma actuală din 1760;
- Turnul Bărăției (1730). Fundamentul și primele două niveluri ale clopotniței datează din perioada medievală, fiind vechiul turn de intrare (pe portalul de vest) al bisericii. La sfârșitul secolului al XIX-lea a fost ridicat încă un etaj, cu un acoperiș ascuțit, montându-se și un orologiu[1];
- Casa parohială (secolul al XVII-lea).

## Istoric
În timpul domniei lui Șerban Cantacuzino (1678-1688) au fost exercitate presiuni pentru trecerea juzilor catolici ai Câmpulungului la ortodoxie.
Într-o cronică realizată în 1764 de Blasius Kleiner, un călugăr franciscan din Câmpulung, se arată că Bărăția a fost deservită mai întâi de călugări dominicani și mai apoi de franciscani.
Ansamblul a fost restaurat la începutul anilor 1960 de arhitectul Ștefan Balș, care a degajat clădirile istorice de construcțiile parazitare și a redat nivelul original al pavimentului interior și exterior. În anii 1963–1965 au fost întreprinse cercetări arheologice, conduse de Dinu V. Rosetti, în legătură cu restaurarea ansamblului  Bărăției. Cercetările au dovedit că biserica existentă reprezintă corul, ridicat în secolul al XV-lea, în locul fundațiilor corului unui edificiu din a doua jumătate a secolului al XIII-lea, în prelungirea navei acestuia, care a fost mai târziu dărâmată. Săpăturile au scos la lumină fundațiile corului inițial și cele ale navei, care au fost puse în valoare prin restaurare.

## Lespedea funerară a comitelui Laurențiu
Lespedea funerară respectivă constituie cel mai vechi document epigrafic medieval din Țara Românească și, în același timp, prima mențiune scrisă a orașului Câmpulung. Textul de pe piatra de mormânt, scris în limba latină, este următorul: Hic sepultus est comes Laurencius de Longo-Campo, pie memorie, anno Domini MCCC (Aici este înmormântat comitele Laurențiu din Câmpulung, spre pioasă amintire, în anul Domnului 1300). Lespedea tombală din anul 1300 a comitelui Laurentius provenea din edificiul inițial, suferind în construcția ulterioară trei mutări succesive. S‑a descoperit și o criptă cu oseminte reînhumate, pe care a stat, într‑o fază intermediară, piatra de mormânt.

## Prezența în pictura românească

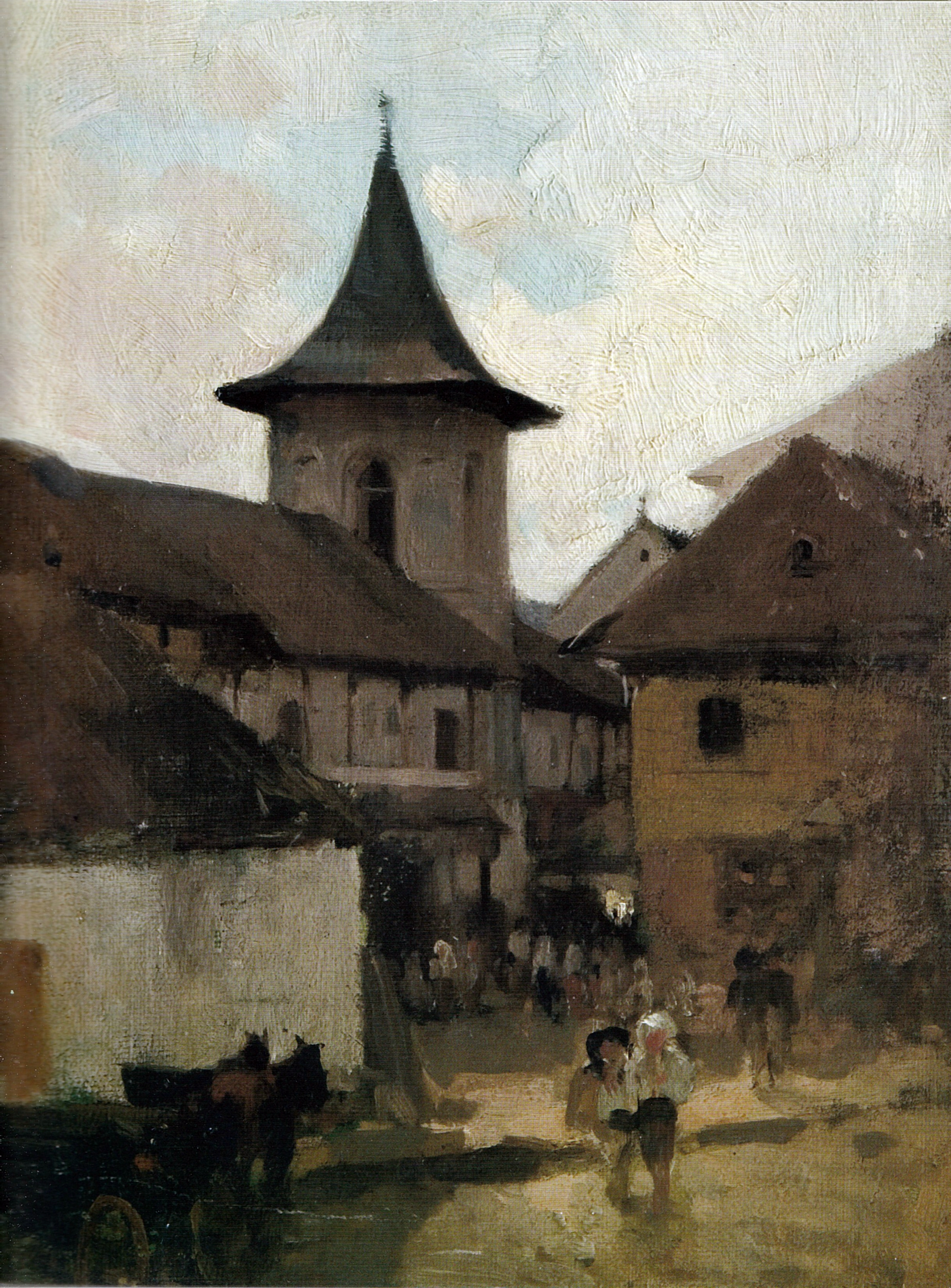
Nicolae Grigorescu, Bărăția din Câmpulung (ulei pe pânză)
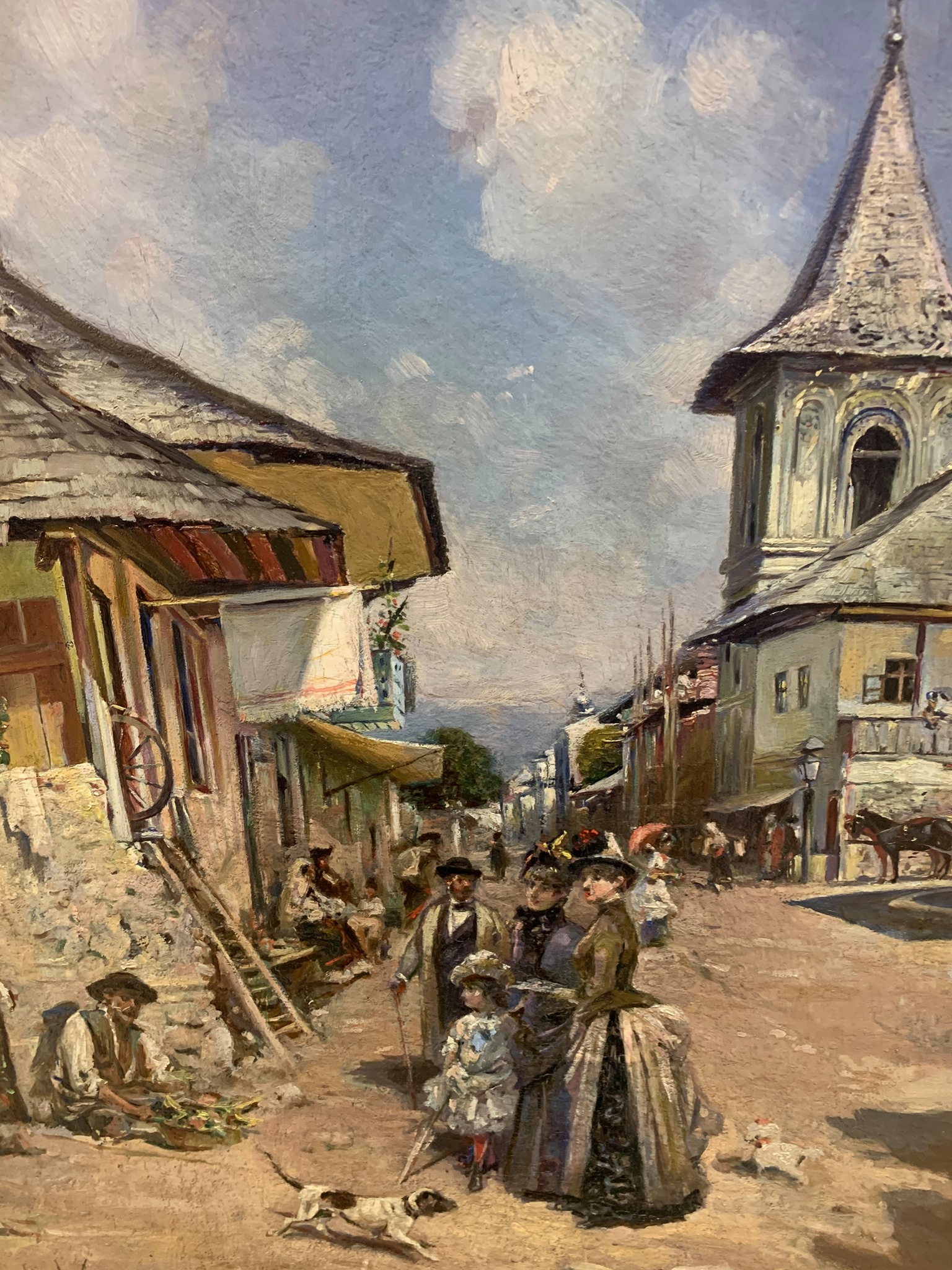
Theodor Aman, Bărăția din Câmpulung (ulei pe lemn)
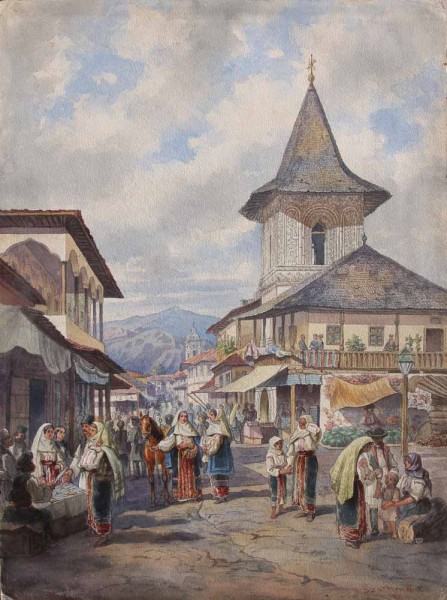
Carol Popp de Szathmáry, Târg la Câmpulung (acuarelă)